# São Bento do Sul (kommun)
São Bento do Sul är en kommun i Brasilien.   Den ligger i delstaten Santa Catarina, i den södra delen av landet, 1 200 km söder om huvudstaden Brasília. Antalet invånare är 74 797.
Följande samhällen finns i São Bento do Sul:
- São Bento do Sul

I omgivningarna runt São Bento do Sul växer i huvudsak städsegrön lövskog. Runt São Bento do Sul är det ganska tätbefolkat, med 134 invånare per kvadratkilometer.